# Jason Priestley
Pour les articles homonymes, voir Priestley.
Jason Priestley est un acteur, réalisateur et producteur de cinéma canadien, né le 28 août 1969 à Vancouver (Colombie-Britannique, Canada).

## Biographie

### Jeunesse
Il a une sœur aînée Justine Priestley (née le 18 avril 1968), également actrice.
Passionné de sport automobile, Jason Priestley a participé à diverses compétitions de niveau amateur (dont le rallye Gumball 3000). Mais il a également piloté dans le championnat professionnel IRL Infiniti Pro Series en 2002, pour le compte de l'écurie Kelley Racing.
En août 2002, un grave accident survenu sur l'ovale du Kentucky lors de la quatrième manche de la saison l'a incité à renoncer à la compétition au plus haut niveau. En 2008, il fait son retour dans le milieu du sport automobile en tant que copropriétaire de la nouvelle écurie Rubicon Race Team. L'équipe a fait ses débuts en compétition à l'occasion des essais des 500 miles d'Indianapolis 2008, mais son pilote, l'italien Max Papis, n'est pas parvenu à se qualifier pour la course.

### Carrière
Il interprète plusieurs rôles secondaires : mac gyver saison 4 episode "freres de sang" sortie en 1989 et notamment celui d'un adolescent dans la série 21 Jump Street dans les épisodes Changement de leader avec comme pseudonyme Octobre dans la version française et Cas de conscience en 1987.
En 1990 et à la suite de ses précédents rôles, il est remarqué et choisi pour interpréter le rôle de Brandon Walsh dans la série télévisée Beverly Hills 90210, qui l'a rendu célèbre.
En 2005, il interprète le rôle de Jack Harper dans Tru Calling : Compte à rebours avant l'arrêt définitif de la série au bout de deux saisons.
En 2010, il est choisi pour interpréter le premier rôle de la série télévisée canadienne Call Me Fitz, qui est composée de quatre saisons.
En 2012, il participe avec Jennie Garth, Luke Perry et Gabrielle Carteris, ses anciens partenaires de la série Beverly Hills 90210, dans une publicité pour les jeans, Old Navy.
Son premier long métrage, réalisé en 2012 mais sorti en 2014, Cas and Dylan a remporté le Prix du Public au festival du film de Whistler et le prix de la meilleure actrice pour Tatiana Maslany.

### Vie privée
Il a été fiancé à Christine Elise de 1992 à 1997, qui interprétait le rôle d'Emiliy Valentine dans Beverly Hills.
Depuis mai 2005, il est marié à Naomi Lowde et ont eu une fille prénommée Ava Véronica, née le 2 juillet 2007. Ils sont parents pour la seconde fois le 9 juillet 2009 d'un petit garçon.

## Filmographie

### Cinéma

#### Longs métrages

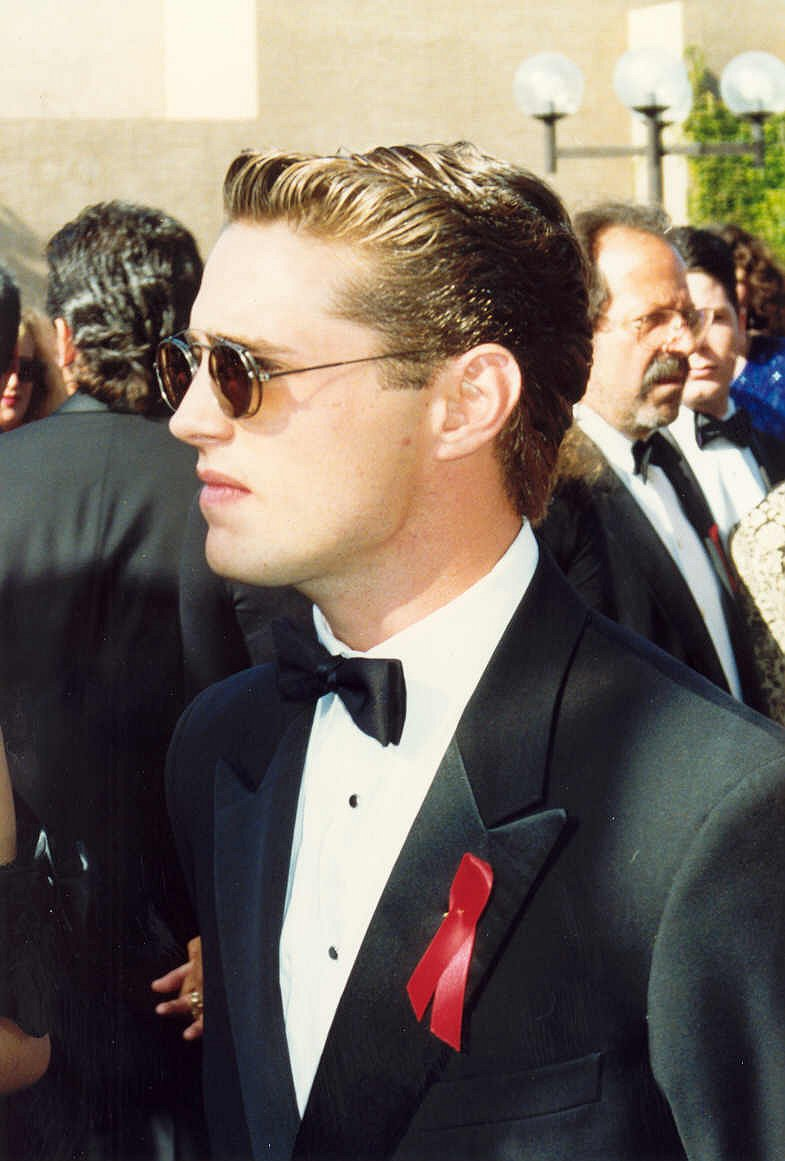
Jason Priestley au 44e Emmy Awards en 1992.

- 1986 : La Tête dans les nuages (The Boy Who Could Fly) : Gary
- 1988 : Watchers : le garçon sur le vélo
- 1989 : Témoins en sursis : Howard
- 1993 : Calendar Girl : Roy Darpinian
- 1993 : Tombstone : le député Billy Breckinridge
- 1995 : Coldblooded : Cosmo Reif
- 1997 : Amour et mort à Long Island (Love and Death on Long Island) : Ronnie Bostock
- 1997 : Hacks : le type
- 1998 : The Thin Pink Line : Hunter Green
- 1999 : Choose Life : le DJ
- 1999 : Dill, Scallion (en) : Jo Joe Hicks
- 1999 : Standing on Fishes : Jason
- 1999 : Voyeur (Eye of the Beholder) 	: Gary
- 2000 : Herschel Hopper: New York Rabbit : Xavier
- 2000 : The Highwayman : Breakfast
- 2001 : Zigs : David
- 2001 : Vengeance secrète (The Fourth Angel) : Davidson
- 2002 : Darkness Falling : Micheal Pacer
- 2002 : Cherish (en) : Andrew
- 2002 : Ambition fatale (en) (Cover Story) : JC Peck
- 2002 : L'Enfant et le Loup (en) (Time of the Wolf) : M. Nelson
- 2002 : Fancy Dancing : Asa Gemmil
- 2003 : Die, Mommie, Die ! (en) : Tony Parker
- 2004 : Enjeux sur glace (en) (Chicks with Sticks) : Steve Cooper
- 2004 : Canadian Pie (en) (Going the Distance) : Lenny Swackhammer
- 2006 : Hot Tamale (en) : Jude
- 2007 : Made in Brooklyn : le DJ
- 2009 : The Last Rites of Ransom Pride (en) : John
- 2013 : Enter the Dangerous Mind (en) : Dr Dubrow
- 2015 : Zoom (en) de Pedro Morelli : Dale
- 2015 : Let's Rap de Neil Huber : Jason Priestley[n 1]
- 2016 : Away from Everywhere de Justin Simms : Alex
- 2017 : Sandy Wexler de Steven Brill : le témoin important
- 2019 : An Assortment of Christmas Tales in No Particular Order de Chris Agoston, Clara Altimas, Nabil Badine et Neil Huber : Chip
- 2023 : Keeper of the Cup de lui-même : l'inspecteur Hatcher[4] (en préproduction[4])

#### Courts métrages
- 1998 : Conversations in Limbo de Paul Johansson
- 1999 : Choose Life de Gregory Alosio : le DJ
- 2000 : Herschel Hopper: New York Rabbit : Xavier (court métrage d'animation - voix originale)
- 2018 : Chip on my Shoulder de Neil Huber : Chip

#### Films d'animation
- 2000 : Le Lion d'Oz (The Lion of Oz) : le lion (voix originale)
- 2005 : Family Guy Presents Stewie Griffin: The Untold Story : Brandon Walsh (voix originale)

### Télévision

#### Téléfilms
- 1990 : Teen Angel returns : Buzz Gunderson
- 1995 : Choices of the Heart: The Margaret Sanger Story : le narrateur
- 1997 : Vanishing Point : la voix off
- 2000 : Common Ground (en) : Billy
- 2000 : Homicide: The Movie (en) : détenu Robert Hall
- 2000 : Kiss Tomorrow Goodbye : Jarred
- 2002 : Warning: Parental Advisory : Charlie Burner
- 2002 : The True Meaning of Christmas Specials : Santa Dude
- 2004 : Qui veut m'épouser ? (I Want to Marry Ryan Banks) : Ryan Banks
- 2004 : Sleep Murder : Peter Radwell
- 2005 : Colditz : La Guerre des évadés (Colditz) : Flying Officer Rhett Barker
- 2005 : Meurtre au Présidio (Murder at the Presidio) : Tom
- 2005 : Family Guy Presents Stewie Griffin: The Untold Story : Brandon Walsh (voix)
- 2005 : Passions sous la neige (Snow Wonder) : Warren
- 2006 : Hockeyville : Jason
- 2006 : Shades of Black: The Conrad Black Story : Jeff Riley
- 2007 : Termination Point (it) : Caleb Smith
- 2007 : Subs : M. Clayton
- 2007 : Luna : Ted Jeffries
- 2007 : Intime Danger (Don't Cry Now) : Nick
- 2008 : Je veux votre mari ! (The Other Woman) : Pete
- 2008 : Maman se marie ! : William
- 2009 : Une famille dans la tempête (Courage) : Robert
- 2009 : Pepillo, l'enfant du miracle (Expecting a Miracle) : Pete Stanhope
- 2010 : Making a Scene : The Replacement Host
- 2011 : Prayer Hour : frère Nate
- 2019 : Les Enfants maudits : Un amour interdit (Dark Angel) de Paul Shapiro : Tony Tatterton
- 2019 : Les Enfants maudits : Les Secrets du manoir (Fallen Hearts) de lui-même : Tony Tatterton
- 2019 : Les Enfants maudits : Une nouvelle famille (Gates of Paradise) de Gail Harvey : Tony Tatterton
- 2020 : Cher Noël (Dear Christmas) d'Emily Moss Wilson : Chris Massey
- 2023 : Mort sur la piste de Philippe Dajoux : Ryan Martin

#### Séries télévisées
- 1987 : Supercopter (Airwolf) : Bobby
- 1987 : 21 Jump Street : Tober / Brian Krompasick
- 1987 : Cap Danger (Danger Bay) : Derek
- 1988 : MacGyver : Danny (saison 4, épisode 2 : Frères de sang)
- 1989 : Un ange en basket (Teen Angel) : Buzz Gunderson
- 1989 : Code Quantum (Quantum leap) : le Kamikaze Hilarant (Camikazi Kid en VO) / Pencil (saison 1, épisode 7)
- 1989-1990 : L'ange revient (Sister Kate) : Todd Mahaffey
- 1990-1998, 2000 : Beverly Hills 90210 : Brandon Walsh
- 1992 : Drexell's Class : Teen Priest
- 1997 : Au-delà du réel : L'aventure continue (The Outer Limits) : Anthony Szigetti
- 2000 : The 11 O'Clock Show : ?
- 2001 : Spin City : Scott (saison 5, épisode 14)
- 2002 : Jeremiah : Michael (saison 1, épisode 4)
- 2002 : Tom Stone : Doug
- 2003 : Touche pas à mes filles (8 Simple Rules) : Carter Tibbits (saison 1, épisode 20)
- 2004 : Les Quintuplés : Steve Chase (saison 1, épisode 16)
- 2004-2005 : Tru Calling : Compte à rebours (Tru Calling) : Jack Harper
- 2005 : Ce que j'aime chez toi (What I Like About You) : Charlie (saison 4, épisodes 5 et 6)
- 2006 : Love Monkey : Mike Freed
- 2006 : FBI : Portés disparus (Without a Trace) : Allen Davis (saison 4, épisode 23)
- 2006 : Above and Beyond : Sir Frederick Banting (mini-série en 2 épisodes)
- 2006 : Les Maîtres de l'horreur (Masters of Horror) : Alan
- 2007 : Médium (Medium) : Walter Paxton (3 épisodes)
- 2007 : Everest : John Lauchlan (mini-série en 4 épisodes)
- 2007 : Side Order of Life : Ian Denison
- 2008 : Earl (My Name Is Earl) : cousin Blake (saison 4, épisode 10)
- 2009 : Le Jour des Triffides (The Day of the Triffids) : colonel Coker (mini-série en 2 épisodes)
- 2010 : Scoundrels : Grant Wilby (saison 1, épisodes 7 et 8)
- 2010-2013 : Call Me Fitz : Richard Fitzpatrick (48 épisodes)
- 2011 et 2014-2015 : Haven : Chris Brody, maire de Haven (6 épisodes)
- 2011 : Bag of Bones : Marty (mini-série en 2 épisodes)
- 2011 : Psych : Enquêteur malgré lui : Clive (saison 6, épisode 9)
- 2013 : How I Met Your Mother : lui-même (saison 8, épisode 15)
- 2013 : The Illegal Eater : lui-même (télé-réalité - saison 1, épisode 1)
- 2013 : Les Experts (CSI: Crime Scene Investigation) : Jack Witten (saison 14, épisode 5)
- 2014 : Hot in Cleveland : Corey Chambers (saison 5, épisode 6)
- 2014 : Package Deal : Storm (saison 2, épisode 6)
- 2015 : Welcome to Sweden : Jason Priestley[n 1] (2 épisodes)
- 2015 : Ties That Bind : Vernon Keeler (saison 1, épisode 3)
- 2016 : Raising Expectations : Wayne Wayney (26 épisodes)
- 2016–2021 : Private Eyes : Matt Shade (60 épisodes[4])
- 2019 : The Twilight Zone : La Quatrième Dimension (The Twilight Zone) : Jason Priestley[n 1] (saison 1, épisode 10)
- 2019 : BH90210 : Jason Priestley[n 1] / Brandon Walsh (6 épisodes)
- 2020 : The Order : Jason Priestley[n 1] (saison 2, épisode 8)
- 2024– : Wild Cards : George Graham

#### Séries d'animation
- 1993-1997 : Eek ! Le Chat (Eek! the Cat) : Bo Diddly Squat (voix originale - 6 épisodes)
- 1995 : Les Motards de l'espace (Biker Mice from Mars) : Jack McCyber (voix originale - 2 épisodes)
- 1998 : Superman, l'Ange de Metropolis : Reep Daggle / le garçon caméléon (voix originale - saison 3, épisode 3)
- 2006 : Les Griffin : rôle inconnu (voix originale - saison 4, épisode 29)
- 2014-2016 : Creative Galaxy : Sketch (voix originale - 7 épisodes)
- 2015-2018[4] : Wishenpoof! : le père (voix originale - 17 épisodes)
- 2020 : Corner Gas Animated : M. Cahill (voix originale - saison 3, épisode 5)

### Comme réalisateur
- 1993-1997 : Beverly Hills 90210 (15 épisodes)
- 1997 : Au-delà du réel : L'aventure continue (The Outer Limits) (saison 3, épisode 11)
- 1999 : Barenaked in America (téléfilm)
- 2000 : Kiss Tomorrow Goodbye (téléfilm)
- 2001 : Grosse Pointe (saison 1, épisode 15)
- 2007 : Subs (téléfilm)
- 2007 : Sept à la maison (7th Heaven) (saison 11, épisode 19)
- 2007 : Intime Danger (Don't Cry Now) (téléfilm)
- 2008 : Je veux votre mari ! (The Other Woman) (téléfilm)
- 2009 : 90210 Beverly Hills : Nouvelle Génération (saison 1, épisode 18)
- 2011 : Le Plus Beau des cadeaux (Dear Santa) (téléfilm)
- 2012 : Cas and Dylan
- 2016-2018 : Van Helsing (4 épisodes)
- 2018 : Ghost Wars (saison 1, épisode 8)

### Comme producteur / producteur délégué
- 1993-1997 : Beverly Hills 90210
- 1998 : Conversations in Limbo de Paul Johansson
- 1998 : Beverly Hills 90210 : épisode Our Favorite Moments de Brad Lachman
- 1999 : Barenaked in America (téléfilm)
- 2000 : The Highwayman
- 2000 : Kiss Tomorrow Goodbye

## Distinctions

### Récompenses
- Bravo Otto 1992 : meilleure star masculine de télévision pour Beverly Hills 90210
- Canadian Comedy Awards (en) 2011 : meilleure performance masculine dans une série télévisée comique pour Call Me Fitz
- Festival de télévision de Monte-Carlo 2011 : meilleure performance masculine dans une série télévisée comique pour Call Me Fitz
- Festival international du film de Toronto 2014 : meilleur film narratif pour Cas and Dylan
- Whistler Film Festival (en) 2014 : meilleur film narratif pour Cas and Dylan
- L.A. Comedy Film Festival and Screenplay Competition 2014 : meilleur film narratif étranger pour Cas and Dylan
- Festival du film de Newport Beach 2014 : meilleur film narratif pour Cas and Dylan
- San Diego Film Festival (en) 2014 : Prix du Public du meilleur film narratif pour Cas and Dylan

### Nominations
- Young Artist Awards 1990 : meilleur jeune acteur dans un second rôle dans une série télévisée comique pour L'ange revient
- Bravo Otto 1993 : meilleure star masculine de télévision pour Beverly Hills 90210
- Golden Globes 1993 : Meilleur acteur dans une série dramatique pour Beverly Hills 90210
- Golden Globes 1995 : Meilleur acteur dans une série dramatique pour Beverly Hills 90210
- Gemini Awards 2003 : meilleure performance dans un programme télévisuel pour The True Meaning of Christmas Specials partagé avec Tom Green, Elvis Stojko, Kevin McDonald, Jann Arden, Dick Dale, Dave Foley, Joe Flaherty, Robert 'El Vez' López, Lisa Hockly, Paul Irving, Dave Thomas, Crissy Guerrero, Mike Myers et Andy Richter.
- Gemini Awards 2011 : 
  - meilleure distribution pour Call Me Fitz partagé avec Ernie Grunwald, Peter MacNeill, Kathleen Munroe, Donavon Stinson, Tracy Dawson, Brooke Nevin, Huse Madhavji et Shaun Shetty.
  - meilleure performance masculine pour Call Me Fitz
- Directors Guild of Canada 2014 : 
  - meilleur réalisateur dans une comédie dramatique pour Cas and Dylan
  - meilleur film pour Cas and Dylan partagé avec Brian Campbell (directeur de production), Rocco Gismondi (assistant réalisateur), Peter Mihaichuk (concepteur de production), Elmer Jones (manager emplacement), Ben Owens (manager emplacement), Anna Lopez (assistante manager emplacement), Bridget Durnford (éditrice de photo), Fred Brennan (monteur sonore), Martin Gwynn Jones (monteur sonore), Steve Medeiros (monteur sonore), Brennan Mercer (monteur sonore), Krystin Hunter (1re assistante monteuse sonore), Dashen Naidoo (1re assistante monteuse sonore), Jackie Bowness (comptable de production) et Tamara Royce (1re assistante comptable))
- Prix Écrans canadiens 2014 : meilleur réalisateur pour Satisfaction
- Prix Écrans canadiens 2015 : meilleur réalisateur pour Call Me Fitz
- Directors Guild of Canada 2015 : meilleure série télévisée comique pour Working the Engels

## Voix francophones
En France, Luq Hamet est la voix française régulière de Jason Priestley,,.
Au Québec, Martin Watier est la voix québécoise régulière de l'acteur.